# Rəhimli (Şabran)
Rəhimli è un comune dell'Azerbaigian situato nel distretto di Şabran.